# Darmstadt (Indiana)
Darmstadt ist eine Town in den Vereinigten Staaten.

## Geographie
Die Stadt liegt etwa 13 Kilometer nördlich von Evansville im Vanderburgh County des US-Bundesstaats Indiana.

### Nachbargemeinden
| Cynthiana, Poseyville | Haubstadt                                   | Elberfeld |
| New Harmony           | Kompassrose, die auf Nachbargemeinden zeigt | Chandler  |
| Mount Vernon          | Evansville                                  | Newburgh  |

## Geschichte
Im Jahr 1822 wurde Darmstadt von amerikanischen und englischen Siedlern gegründet, 1848 kamen die ersten deutschen Siedler.
Seit dem Jahr 1847 besteht die Kirchengemeinde in Darmstadt, und seit 1853 gibt es eine Grundschule im Ort.
Den Namen Darmstadt trägt der Ort seit dem Jahr 1867.
Darmstadt besitzt seit dem Jahr 1973 die Stadtrechte.

## Wirtschaft und Infrastruktur
Darmstadt ist über die Darmstadt Road und die West Boonville New Harmony Road an das amerikanische Fernstraßennetz angeschlossen.
Die Stadt besitzt einen Eisenbahnanschluss.
Der nächstgelegene Regionalflugplatz befindet sich in Evansville, der nächstgelegene internationale Flughafen befindet sich in Nashville.

### Schulen
- Trinity Lutheran School

## Kirchen
- Salem Church

## Friedhöfe
- Trinity Lutheran Cemetery

## Sonstiges
Am 18. Juni 2002 erschütterte ein leichtes Erdbeben die Region. Das Epizentrum lag bei Darmstadt. Es wurden nur geringe Schäden registriert.